# Arcis-sur-Aube
Pour les articles homonymes, voir Arcis et Aube.
Arcis-sur-Aube [aʁsi syʁ ob] est une commune française, située dans le département de l'Aube en région Grand Est.

## Géographie
La commune d'Arcis-sur-Aube est située dans le département de l'Aube, à une trentaine de kilomètres au nord de Troyes et à une cinquantaine de kilomètres au sud de Châlons-en-Champagne. Elle est traversée d'est en ouest par l'Aube (affluent de la Seine) et la Gironde (rivière).

### Communes limitrophes
| Ormes             |                             | Le Chêne       |
| Villette-sur-Aube | Arcis-sur-Aube              | Torcy-le-Grand |
|                   | Saint-Étienne-sous-Barbuise |                |

### Hydrographie
La commune est dans la région hydrographique « la Seine de sa source au confluent de l'Oise (exclu) » au sein du bassin Seine-Normandie. Elle est drainée par l'Aube, le Fossé 01 des Rayons, la Gironde, l'Aube et le ruisseau des Noues,.
L'Aube, d'une longueur de 249 km, prend sa source dans la commune d'Auberive et se jette  dans la Seine à Marcilly-sur-Seine, après avoir traversé 82 communes.

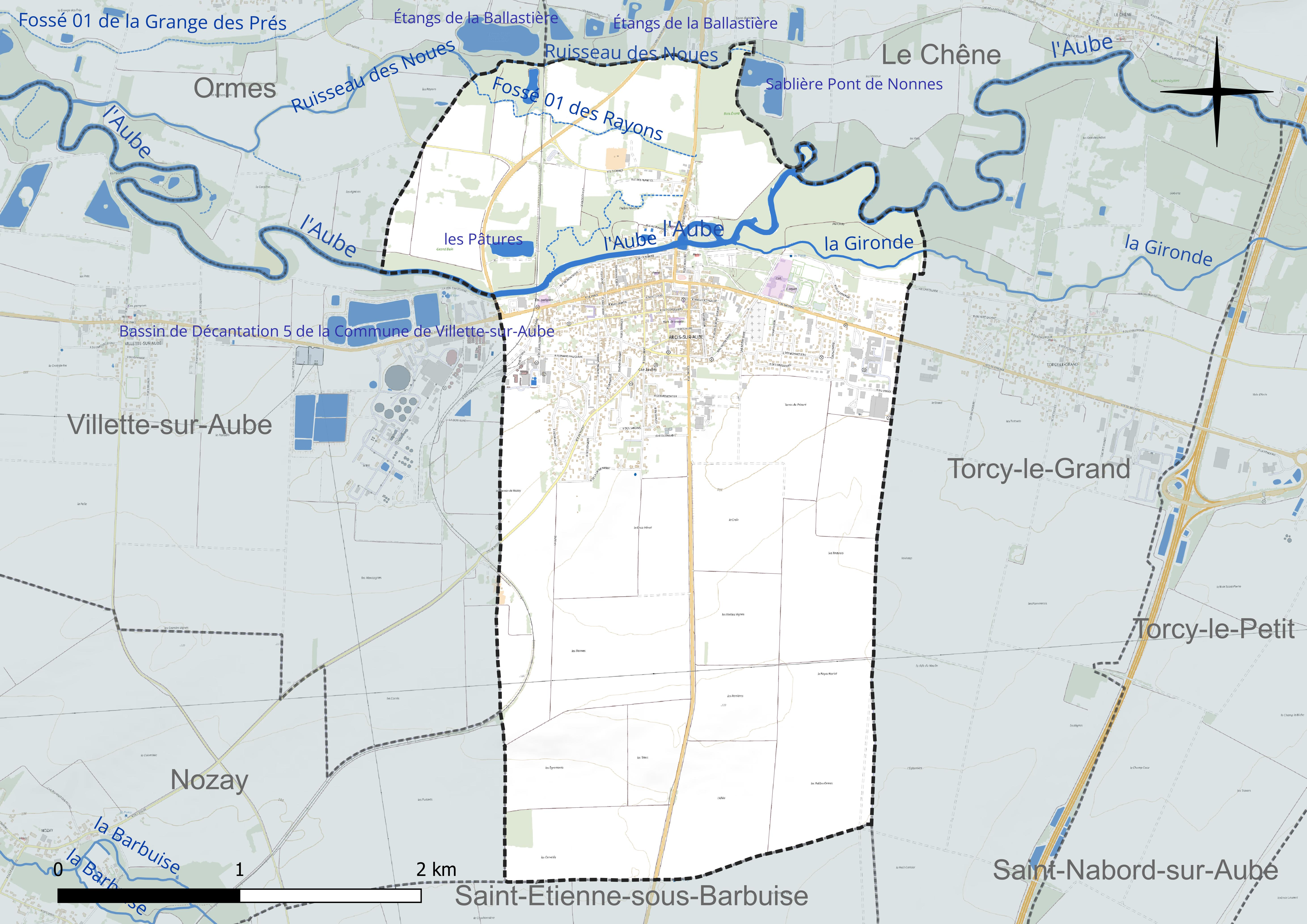
Réseau hydrographique d'Arcis-sur-Aube.

Un plan d'eau complète le réseau hydrographique : les Pâtures (1,8 ha),.

### Climat
Pour des articles plus généraux, voir Climat du Grand Est et Climat de l'Aube.
En 2010, le climat de la commune est de type climat océanique dégradé des plaines du Centre et du Nord, selon une étude du Centre national de la recherche scientifique s'appuyant sur une série de données couvrant la période 1971-2000. En 2020, Météo-France publie une typologie des climats de la France métropolitaine dans laquelle la commune est exposée à un climat océanique altéré et est dans la région climatique Nord-est du bassin Parisien, caractérisée par un ensoleillement médiocre, une pluviométrie moyenne régulièrement répartie au cours de l’année et un hiver froid (3 °C).
Pour la période 1971-2000, la température annuelle moyenne est de 10,4 °C, avec une amplitude thermique annuelle de 15,9 °C. Le cumul annuel moyen de précipitations est de 687 mm, avec 11,3 jours de précipitations en janvier et 7,7 jours en juillet. Pour la période 1991-2020, la température moyenne annuelle observée sur la station météorologique de Météo-France la plus proche, « Dosnon », sur la commune de Dosnon à 11 km à vol d'oiseau, est de 11,0 °C et le cumul annuel moyen de précipitations est de 698,3 mm. 
La température maximale relevée sur cette station est de 41,6 °C, atteinte le 25 juillet 2019 ; la température minimale est de −25,8 °C, atteinte le 14 février 1956,,.
Les paramètres climatiques de la commune ont été estimés pour le milieu du siècle (2041-2070) selon différents scénarios d'émission de gaz à effet de serre à partir des nouvelles projections climatiques de référence DRIAS-2020. Ils sont consultables sur un site dédié publié par Météo-France en novembre 2022.

## Urbanisme

### Typologie
Au 1er janvier 2024, Arcis-sur-Aube est catégorisée bourg rural, selon la nouvelle grille communale de densité à 7 niveaux définie par l'Insee en 2022.
Elle appartient à l'unité urbaine d'Arcis-sur-Aube, une agglomération intra-départementale dont elle est ville-centre,. Par ailleurs la commune fait partie de l'aire d'attraction de Troyes, dont elle est une commune de la couronne,. Cette aire, qui regroupe 209 communes, est catégorisée dans les aires de 200 000 à moins de 700 000 habitants,.

### Occupation des sols
L'occupation des sols de la commune, telle qu'elle ressort de la base de données européenne d’occupation biophysique des sols Corine Land Cover (CLC), est marquée par l'importance des territoires agricoles (64,2 % en 2018), en diminution par rapport à 1990 (66,5 %). La répartition détaillée en 2018 est la suivante : 
terres arables (53,1 %), zones urbanisées (17,8 %), forêts (13,8 %), prairies (9,7 %), zones industrielles ou commerciales et réseaux de communication (4,2 %), zones agricoles hétérogènes (1,4 %). L'évolution de l’occupation des sols de la commune et de ses infrastructures peut être observée sur les différentes représentations cartographiques du territoire : la carte de Cassini (XVIIIe siècle), la carte d'état-major (1820-1866) et les cartes ou photos aériennes de l'IGN pour la période actuelle (1950 à aujourd'hui).

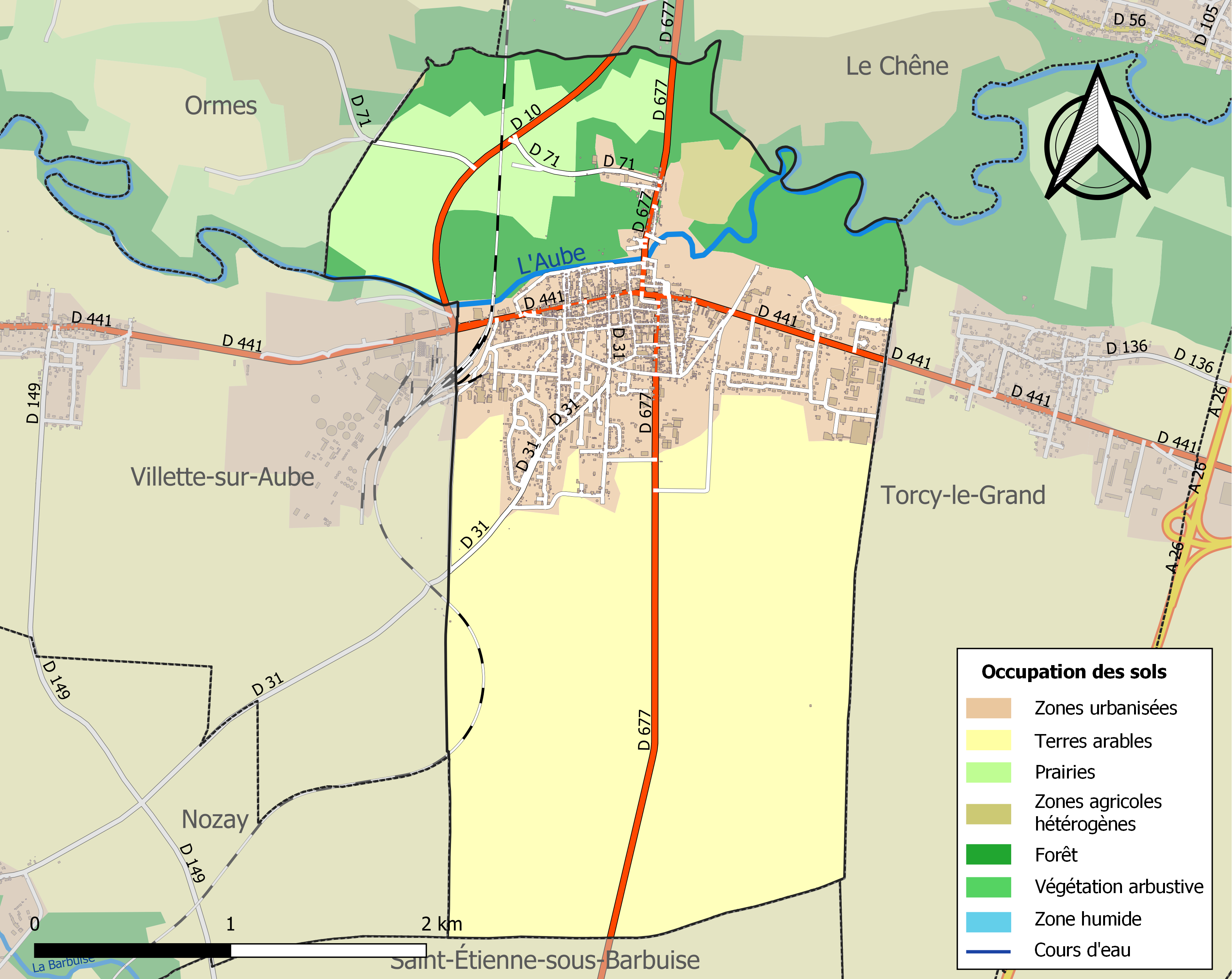
Carte des infrastructures et de l'occupation des sols de la commune en 2018 (CLC).

### Voies de communication et transports

#### Accès routiers
- Par autoroute : l'A26, sortie no 21 (Vallée de l'Aube).
- Par routes départementales :
  - D 77 entre Troyes et Mailly-le-Camp ;
  - D 31 entre Nozay et Arcis-sur-Aube ;
  - D 441 entre Méry-sur-Seine et Molins-sur-Aube ;
  - D 10 entre Allibaudières et Arcis-sur-Aube ;
  - D 56 entre Ormes et Arcis-sur-Aube.

#### Transports publics
- Par autocars :
  - Ligne régulière no 7 Troyes (gare routière) ⇒ Arcis ⇒ Mailly et inversement. L'arrêt est situé devant la salle des fêtes (horaires disponibles sur www.vitici.aube.fr). La ligne 7 est exploitée par la société BARDY autocars (www.autocars-bardy.com) et gérée par la région Grand Est - Pôle Aube, au 9 rue Charbonnet à Troyes.
  - Ligne régulière C03 exploitée par SNCF TER Grand Est. Elle va de  Troyes à Châlons-en-Champagne, avec correspondances pour Reims et inversement. L'arrêt est situé rue de Châlons.
- Par train : gare de Troyes, taxis disponibles place de la gare.
- Par air : 
  - aérodrome Troyes-Barberey ;
  - aéroport Châlons Vatry.

## Toponymie
La ville est mentionnée comme Artiaca sur l'itinéraire d'Antonin au IIe siècle et sur une monnaie mérovingienne comme Arciaca.

## Histoire
De son occupation gauloise et gallo-romaine furent trouvés un cimetière antique sur le monticule au nord, découvert en 1837, 1848 ; un cimetière chrétien (?) dans l'enceinte du château et des objets, statuette en bronze et ex-voto en pierre qui furent sorties de l'Aube.

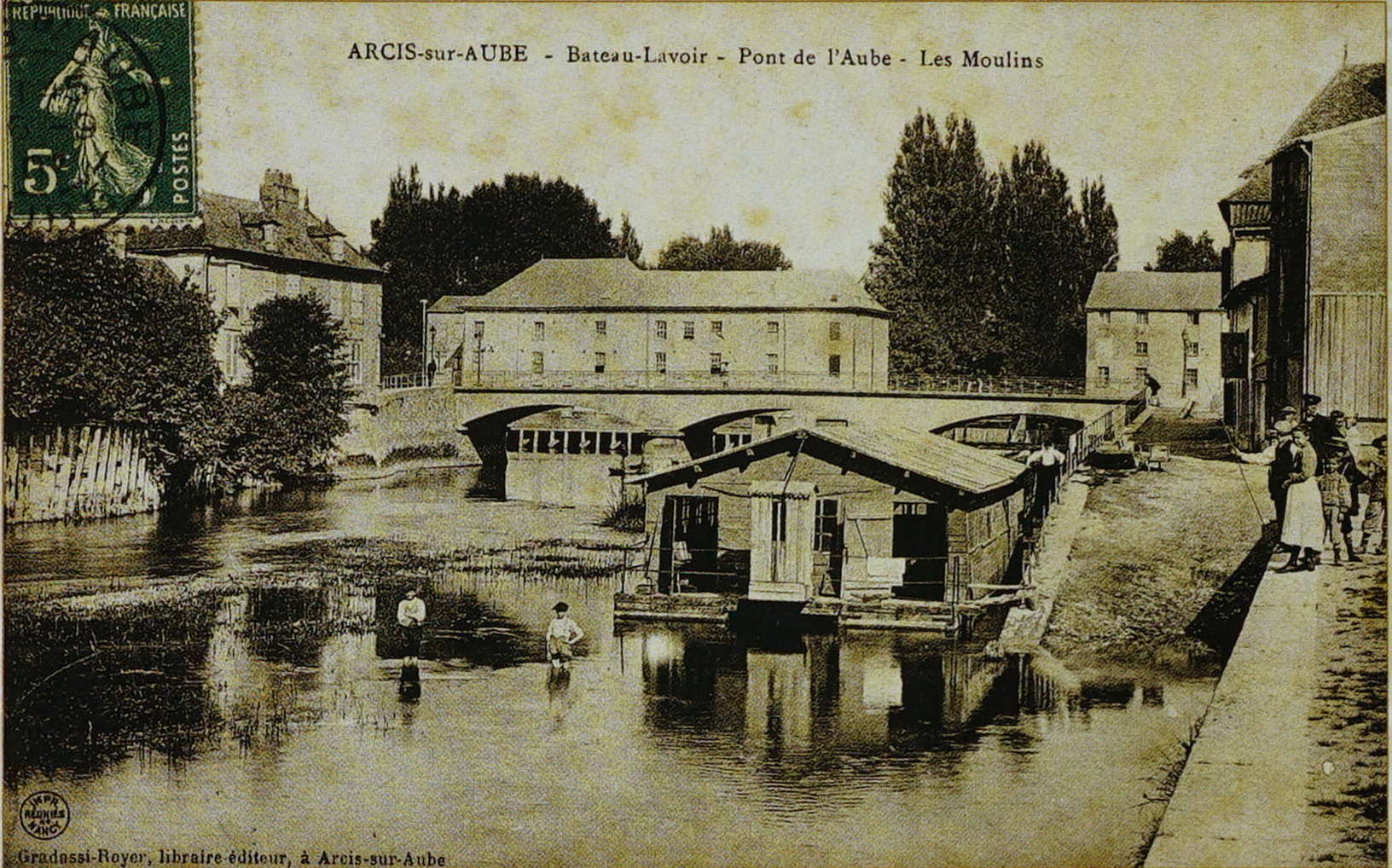
Pont, bateau lavoir et moulin début XXe siècle.

### Moyen Âge
- Saint Balsème, ou Baussange, (latin : Balsemius), fut martyrisé en 407 à La Doré près de la fontaine du Bouillonnement.
- Saint Victor fut ermite et confesseur à Arcis-sur-Aube au VIe siècle.
- À la même époque, un monnayage local au nom de Leudericus et Daovaldus fut produit.
- Les premiers seigneurs d'Arcis étaient comtes de Ramerupt et d'Arcis, passés par mariage de la comtesse Hersende avec la Maison de Montdidier, plus tard comtes de Roucy par le mariage d'Hilduin IV avec Adélaïde de Roucy, fille d'Ebles Ier de Roucy. 
  - Au XIIe siècle, le comté d'Arcis passait à Alix (Helvis, Helvide, Adélaïde) de Pleurs (arrière-petite-fille d'André de Ramerupt, sire d'Arcis et Ramerupt, fils cadet des précédents et frère d'Ebles II : selon le site MedLands, une fille d'André épouse Jean de Pleurs (ou de Montmort ? selon d'autres sources), vicomte de Mareuil < son fils (ou gendre ?) Manassès de Pleurs < Helvide de Pleurs), mariée d'abord à Élie/Hélie, sire de Montmirail (d'où postérité : André de Montmirail, marié à Hildiarde d'Oisy : parents du bienheureux Jean, lointain ancêtre d'Henri IV), puis à Anseric III de Mont-Réal, d'où la suite des seigneurs de Montréal, Pisy et Arcis.
- Arcis est alors échue à la branche cadette des Montréal, issue de Jean Ier, fils cadet d'Anséric III et frère puîné d'Anséric IV de Montréal. Cette branche, dite d'Arcis, construit aussi le château de Pisy à partir de 1235, tenu de la branche aînée qui reste maîtresse de Montréal. Vers 1307, deux frères d'Arcis se partagent les biens : 
  - l'aîné Erard Ier reçoit Arcis,
  - et le cadet Guillaume Ier : Pisy et Chacenay (ses descendants tiendront Pisy jusqu'au début du XVe siècle).

Les évêques Pierre de Troyes et Nicolas d'Auxerre, dits d'Arcy, Arceis ou Arcies, semblent de cette famille, en tout cas de cette ville (Pierre est le fondateur de l'hôpital d'Arcis), mais pas Hugues d'Autun ni Hugues de Laon et de Reims, qui sont d'Arcy-sur-Cure. Jean de Mende, Autun et Langres posent des problèmes.
- La branche d'Erard Ier ne dure pas, et le sort de la seigneurie d'Arcis est réglé en 1367 par Marguerite de Bourgogne et d'Artois, comtesse de Flandre[19] : elle donnait en effet à Simone de Joinville de Méry (de la branche de Vaucouleurs, venue de Geoffroy et de son fils Gauthier) qui était attachée à son service, et à son époux Charles de Poitiers-Valentinois sire de St-Vallier, la terre d'Arcis (Charles était le frère benjamin d'Henri de Poitiers, évêque de Troyes en 1354-70, et de Louis Ier, comte de Valentinois, et l'oncle de Louis II). Charles et Simone eurent, entre autres enfants[20], Louis de St-Vallier et son cadet Philippe, seigneur d'Arcis < Jean < Philippe II († 1503) qui n'eut qu'un enfant naturel, Jean seigneur de Mailly. Arcis alla à l'héritière de Louis, de la branche aînée des Poitiers-St-Vallier : Diane de Poitiers († 1566 ; arrière-arrière-petite-fille de Louis) fut dame d'Arcis, qui passa ensuite à sa fille Françoise († 1577), duchesse de Bouillon.

### Époque moderne
En 1583, sans doute par acquisition, c'est Robert de Combault († 1601 ; mari de Louise de La Béraudière) qui est seigneur d'Arcis-sur-Aube, puis ses descendants des familles de Clères et de Martel : d'où la suite des barons puis marquis d'Arcis,. À la Révolution, c'est Pierre-Arnaud de La Briffe qui est marquis d'Arcis, qu'il tenait de son père Arnaud-Barthélemy.
En 1546, François Ier autorise la construction de remparts autour de la ville. Un grand incendie détruit 116 maisons de la ville le 31 juillet 1625, un autre partant le 25 décembre 1719 détruisait, lui, 100 maisons. Une nouvelle catastrophe eut lieu le 25 avril 1727 qui détruisait l'église et la chapelle des Cordeliers, il ne subsistait que 32 des maisons en bois.

#### Ecclésiastique
Arcis était le siège d'un archidiaconé et d'un doyenné, la paroisse était une cure à la collation de l'évêque.
Il y avait un prieuré à Arcis, qui se voulait fondé en 960, il était sous la protection de Notre-Dame et dépendait de l'abbaye de Marmoutier. Il se trouvait rue Notre-Dame proche de la route allant d'Arcis à Brienne. La chapelle avait un cimetière qui furent transférés le 11 août 1780, sur ordre de l'évêque, en l'église paroissiale. Le dernier prieur était Desvos en 1789.
Église, les cordeliers avaient une église fondée en 1284, qui brûlant en 1727 fut rebâtie en 1768 avec l'aide de  MM. Grassin et Niquet. En 1789 elle n'avait plus que deux religieux, dix-sept arpents de terre labourable et sept arpent et une denrée de prés.

### Époque contemporaine

#### De la Révolution française au second Empire
Jusqu'en 1789, Arcis dépendait de la généralité et de l'intendance de Châlons-sur-Marne, de l'élection et du bailliage de Troyes. De 1790 à 1795, Arcis était le chef-lieu du district d'Arcis-sur-Aube qui se composait de 11 cantons et de 89 communes.
Lors de la création des arrondissements en 1800, Arcis devint le chef-lieu de l'un d'entre eux, mais qui fut supprimé en 1926. Les cantons d'Arcis-sur-Aube et de Ramerupt sont rattachés à l'arrondissement de Troyes ; le canton de Méry-sur-Seine est rattaché à l'arrondissement de Nogent-sur-Seine et le canton de Chavanges est rattaché à l'arrondissement de Bar-sur-Aube. Il était composé, depuis 1801, de 4 cantons et 93 communes.
Arcis a été le théâtre d'un sanglant combat livré par Napoléon Ier les 20 et 21 mars 1814 aux Austro-Russes : une partie de la ville fut brûlée lors de cette bataille d'Arcis-sur-Aube. Pour commémorer la victoire des coalisés, le nom de la ville française a été donné à la rue Arcisstraße de Munich, à une colonie de peuplement allemand en Russie (aujourd’hui en Ukraine : Arcis dans la région d’Odessa), ainsi qu’à un village cosaque du sud de l'Oural (Арсинский/Arcinski). À Munich, le Conservatoire a son siège dans l’Arcisstraße, et de temps en temps des ensembles de musique choisissent ce nom bien sonnant (Arcis-Quintett, Arcis-Vokalisten), sans trop se soucier de son origine.

#### Du second Empire à aujourd'hui
Depuis 1976, Arcis-sur-Aube est jumelée avec Gomaringen,  Allemagne.

## Politique et administration
Arcis était chef-lieu d'un pagus et comté des institutions carolingiennes. Fin XIVe siècle, chef-lieu d'une chastellie du comté de Champagne, puis relevait de l'Isle et devint un arrière fief relevant du roi.

### Liste des maires
| Période                                  | Période   | Identité         | Étiquette          | Qualité |
| ---------------------------------------- | --------- | ---------------- | ------------------ | --- |
| mars 1965                                | mars 1983 | Robert Piat      | Centriste puis UDF | Conseiller général du canton d'Arcis-sur-Aube (1969 → 1992) Chevalier de l'Ordre national du Mérite, Officier du Mérite agricole                                                                                   |
| mars 1983                                | mars 1989 | Jacques Ledoyen  |                    | Vétérinaire |
| mars 1989                                | mai 2020  | Serge Lardin     | UDF puis UMP → LR  | Agent général d'assurances retraité Conseiller général du canton d'Arcis-sur-Aube (1992 → 2004) Président de la CC de la Région d'Arcis (1992 → 2016) 3e vice-président de la CC d'Arcis Mailly Ramerupt (2017 → ) |
| mai 2020                                 | En cours  | Charles Hittler, | DVD                | Retraité Agricole |
| Les données manquantes sont à compléter. |           |                  |                    | |

## Démographie
L'évolution du nombre d'habitants est connue à travers les recensements de la population effectués dans la commune depuis 1793. Pour les communes de moins de 10 000 habitants, une enquête de recensement portant sur toute la population est réalisée tous les cinq ans, les populations de référence des années intermédiaires étant quant à elles estimées par interpolation ou extrapolation. Pour la commune, le premier recensement exhaustif entrant dans le cadre du nouveau dispositif a été réalisé en 2005.

En 2022, la commune comptait 2 779 habitants, en évolution de −1,98 % par rapport à 2016 (Aube : +0,7 %, France hors Mayotte : +2,11 %).
| 1793  | 1800  | 1806  | 1821  | 1831  | 1836  | 1841  | 1846  | 1851  |
| ----- | ----- | ----- | ----- | ----- | ----- | ----- | ----- | ----- |
| 2 810 | 2 545 | 2 704 | 2 442 | 2 673 | 2 752 | 2 792 | 2 714 | 2 652 |

| 1856  | 1861  | 1866  | 1872  | 1876  | 1881  | 1886  | 1891  | 1896  |
| ----- | ----- | ----- | ----- | ----- | ----- | ----- | ----- | ----- |
| 2 770 | 2 815 | 2 784 | 2 845 | 2 817 | 2 928 | 2 922 | 2 841 | 2 804 |

| 1901  | 1906  | 1911  | 1921  | 1926  | 1931  | 1936  | 1946  | 1954  |
| ----- | ----- | ----- | ----- | ----- | ----- | ----- | ----- | ----- |
| 2 774 | 2 833 | 3 033 | 2 690 | 2 802 | 2 727 | 2 455 | 2 176 | 2 617 |

| 1962  | 1968  | 1975  | 1982  | 1990  | 1999  | 2005  | 2006  | 2010  |
| ----- | ----- | ----- | ----- | ----- | ----- | ----- | ----- | ----- |
| 2 856 | 3 213 | 3 390 | 3 216 | 2 855 | 2 841 | 2 993 | 2 981 | 3 011 |

| 2015  | 2020  | 2022  | - | - | - | - | - | - |
| ----- | ----- | ----- | - | - | - | - | - | - |
| 2 822 | 2 767 | 2 779 | - | - | - | - | - | - |

## Économie
Il y a une longue tradition de tissanderie avec les serges de Saint-Nicolas et il y avait un moulin à foulon à la vanne de Cherlieu pour cette industrie. La bonneterie s'implantait au XVIIIe avec les droguait de fil et laine et Pierre Gassin seigneur d'Arcis fit venir en 1730 des métiers à bras, puis une fabrique le 29 décembre 1733. La fabrication des bas employait 300 métiers et la filature 900 personnes en 1788. Il y avait, en 1800 un important commerce de vins, charbons, blé vers Paris et un entrepôt de bois des Vosges.

## Lieux et monuments

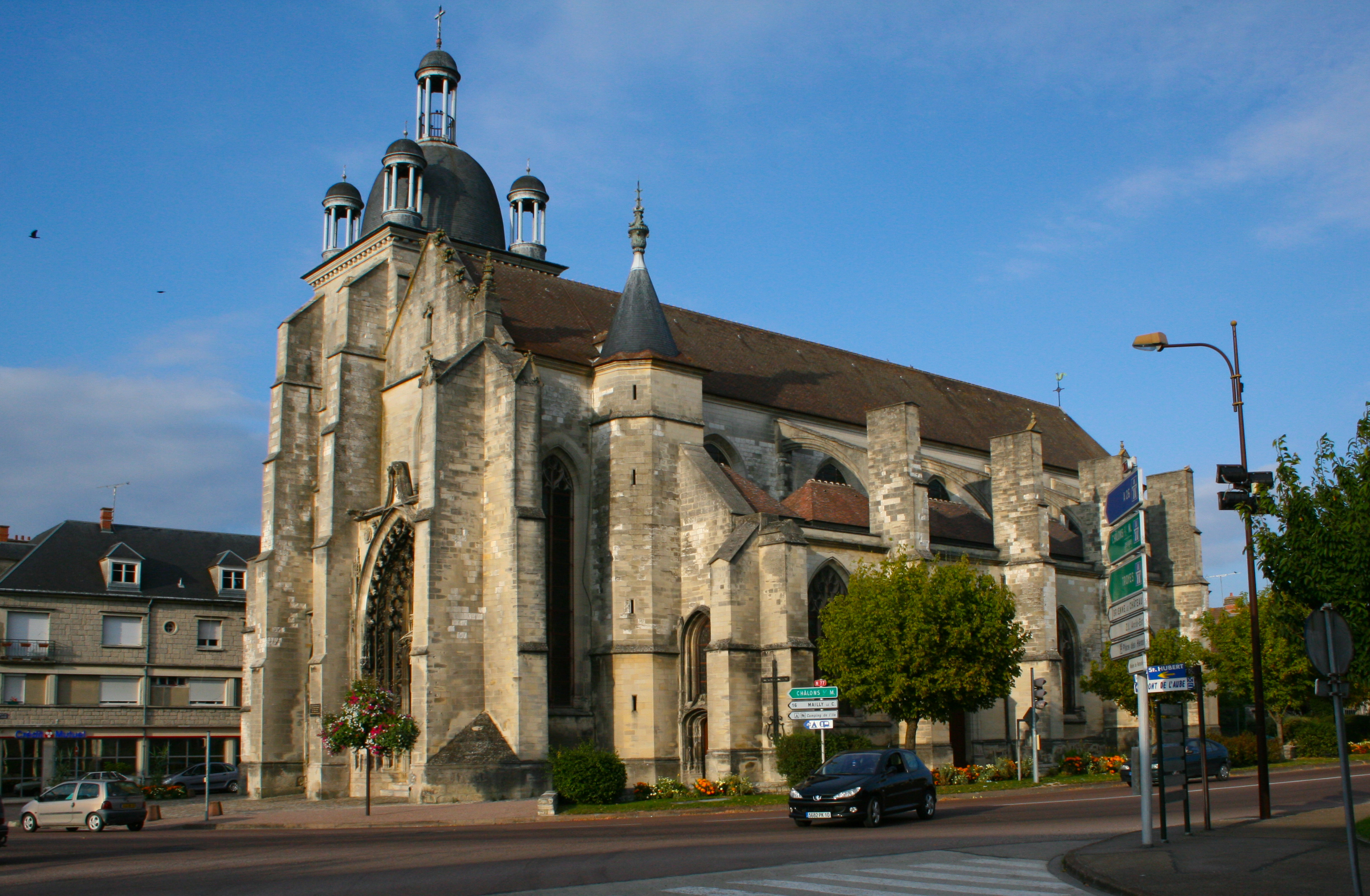
L'église d'Arcis-sur-Aube en 2007.

- L'église du début du XVIe siècle est sous le vocable de Saint-Étienne. Bombardée en juin 1940 puis restaurée, elle abrite deux chapelles pentagonales et un portail flamboyants[36], il lui reste un ensemble de baies[37] du XVIe siècle.
- Chapelle de la maison de retraite d'Arcis-sur-Aube.
- Chapelle du couvent des Dominicaines d'Arcis-sur-Aube.
- Le château d'Arcis-sur-Aube est inscrit au titre des monuments historiques en 1983[38].
- Le pont d'Arcis sur la D677 a été détruit en juin 1940, reconstruit en 1941-1942, détruit à nouveau le 27 août 1944, réparé par la population le 28 août 1944 et reconstruit en 1945-1946.

### Institutions disparues
- Hôpital, fondé par Pierre d'Arcis qui a été évêque de Troyes[39]. En 1521 il était composé d'un corps de bâtiment principal, d'une chapelle avec quelques dépendances[40]. En 1651 la direction en fut confiée aux cordeliers. En 1776, ce fut le tour des sœurs de Saint-Maurice de Chartres qui avaient aussi une école de filles qui y était adjointe et elles y dispensaient l'instruction gratuite.
- La commanderie de Rosnay avait, sur le chemin de Villette une maison avec chapelle[41] et soixante-quatre arpents et soixante-quatre perches de terres[42]. Cette commanderie fut unie à celle des Hospitaliers de Saint-Jean-de-Jérusalem de Troyes et en 1656 les possessions au village s'étendaient à 1834 arpents de terre.
- Grenier à sel, il est attesté dès 1485, puis transféré à Plancy avant d'être rétabli en Arcis en 1594 jusqu'à sa suppression à la Révolution.

## Personnalités liées à la commune

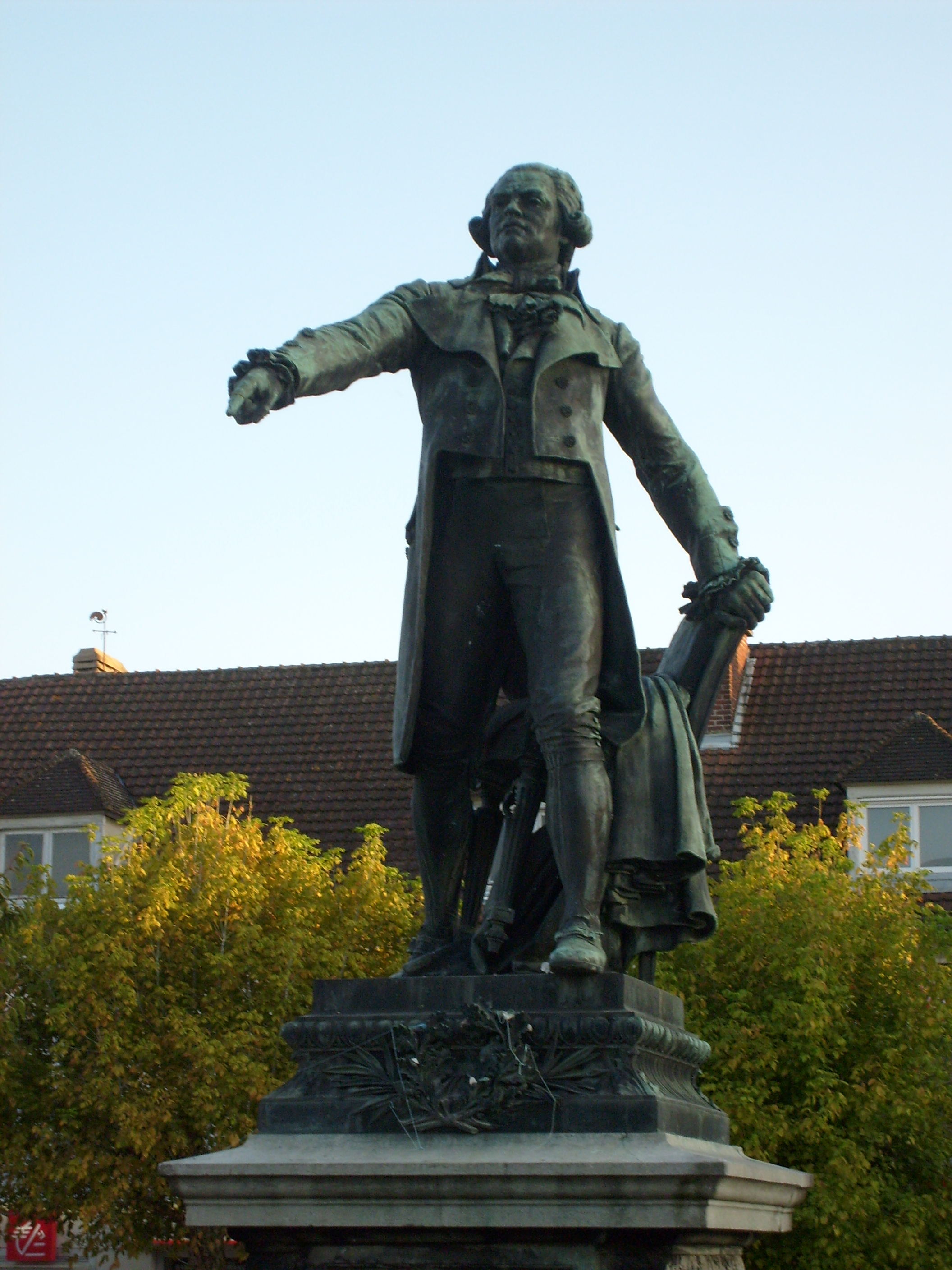
La statue de Danton en 2007.

- Manassès d'Arcis, évêque de Troyes au Xe siècle ;
- Jean d'Arcis, évêque de Mende en 1331, d'Autun de 1331 à 1343, de Langres en 1343-44 ;
- Nicolas d'Arcis, évêque d'Auxerre de 1372 à 1376 ;
- Pierre d'Arcis, évêque de Troyes de 1378 à 1395, son frère ;
- Georges Jacques Danton, révolutionnaire français, est né à Arcis-sur-Aube le 26 octobre 1759. Il est mort guillotiné à Paris le 5 avril 1794 ;
- Antoine Nicolas Ludot (1761-1830), homme politique né à Arcis-sur-Aube, député de l'Aube puis député du Pas-de-Calais au Conseil des Cinq-cents ;
- Denis-Eloi Ludot (1768-1839), général des armées de la République et de l'Empire ;
- Pierre Arnauld de La Briffe (6 mai 1772, Paris - † 11 septembre 1839, Arcis-sur-Aube), seigneur d'Arcis-sur-Aube avant la Révolution française, militaire et homme politique français du XIXe siècle ;
- Hugues-Iéna Darcy (29 octobre 1807, Arcis-sur-Aube - † 4 juin 1880, Corcelles-les-Monts), haut fonctionnaire français du XIXe siècle ;
- Jean Ferdinand Corrard des Essarts (1822-1901), architecte en Meurthe-et-Moselle.

## Héraldique
| Armes de Arcis-sur-Aube | Les armes de Arcis-sur-Aube se blasonnent ainsi : D'azur aux six besants d'argent, au chef d'or et à la bordure cousue de gueules. |

## Arcis-sur-Aube dans les arts

### En littérature
Honoré de Balzac fait d'Arcis-sur-Aube le cadre de son roman Le Député d'Arcis, laissé inachevé à sa mort et complété par Charles Rabou. C'est également dans ce lieu que se déroule l'action d'Une ténébreuse affaire (1844) d'Honoré de Balzac.
Arcis sur Aube, d'hier et d'avant hier par Marie Louise Babeau Wauthier. 

### En musique
Il existe une chanson portant le nom de la ville.